# Балажер
Балажер (укр. Балажер, венг. Balazsér) — село в Береговской городской общине Береговского района Закарпатской области Украины.
Население по переписи 2001 года составляло 816 человек. Почтовый индекс — 90233. Телефонный код — 03141. Занимает площадь 2,2 км². Код КОАТУУ — 2120485203.
Через село протекает река Верке.